# Willowmere

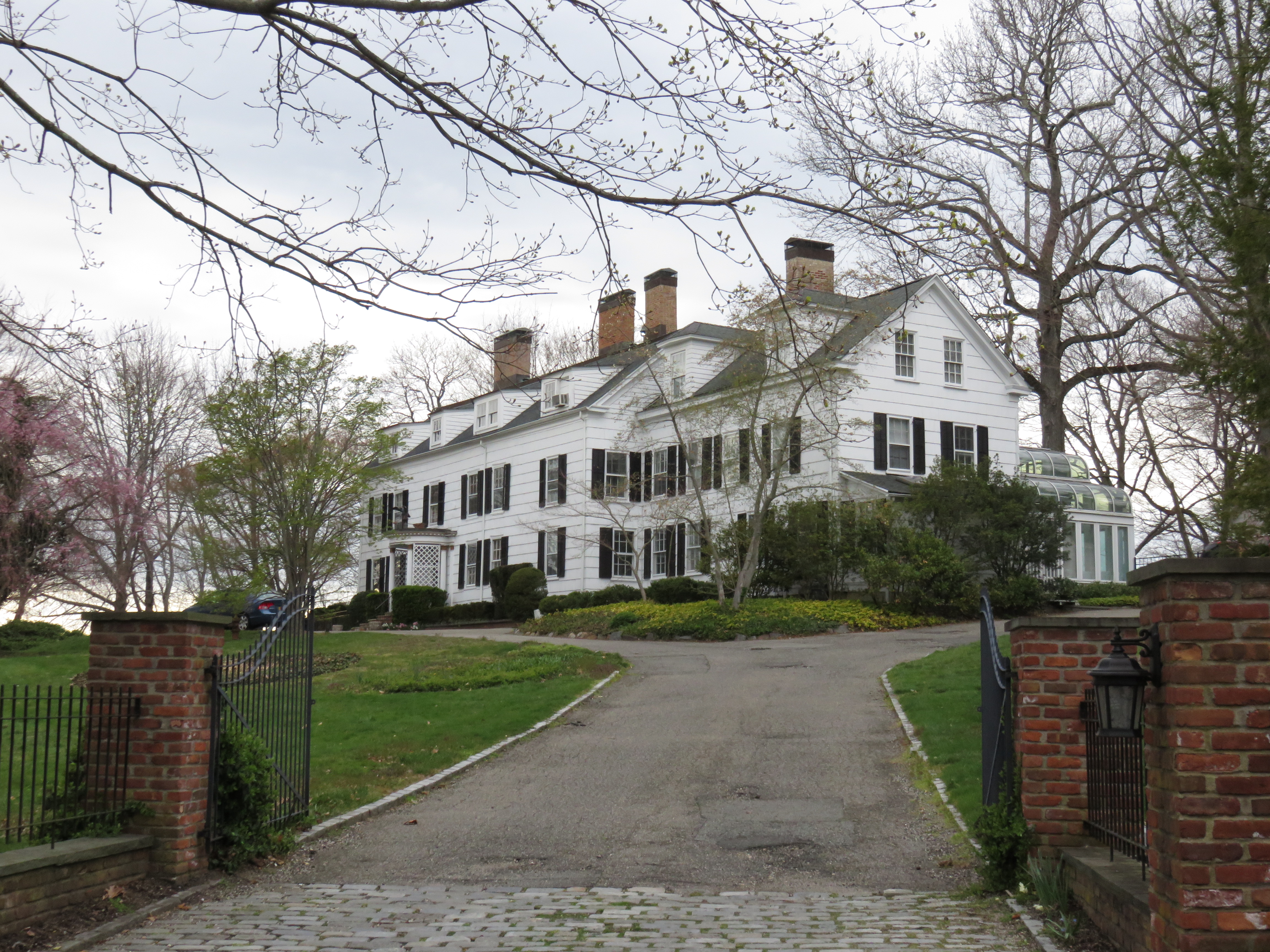
Willowmere.

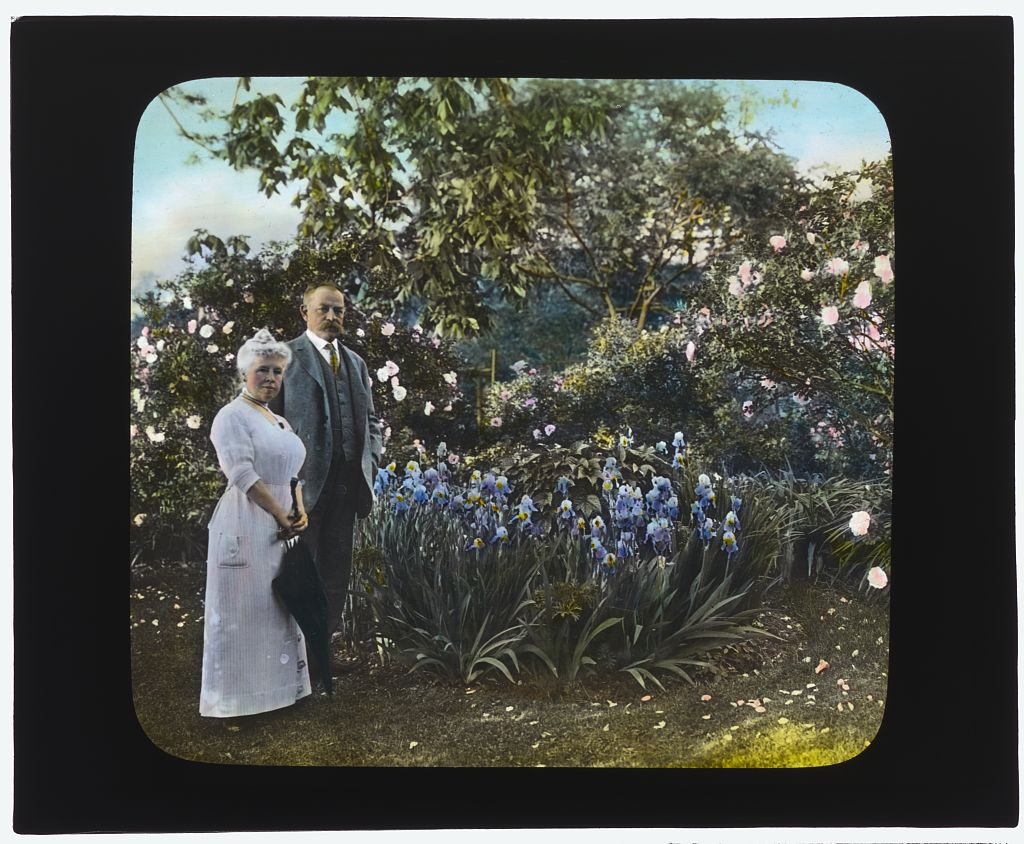
L'amiral Ward et son épouse dans leur jardin de Willowmere.

Willowmere, connue aussi comme Pearsall House, est une demeure historique située aux États-Unis dans le village de  Roslyn Harbor du comté de Nassau (New York), près de North Hempstead à Long Island. Elle a été construite vers 1750 et agrandie en 1893. C'était la propriété, héritée en 1882, de l'épouse de l'amiral Aaron Ward (1851-1918), couple grand amateur de roses. Le portique a été ajouté en 1926, lorsque la maison a été rénovée en style colonial.
Elle a été inscrite au National Register of Historic Places en 1999. Une rose lui a été dédiée en 1913 sous le nom de 'Willowmere' par Joseph Pernet-Ducher.

## Source de la traduction
- (en) Cet article est partiellement ou en totalité issu de l’article de Wikipédia en anglais intitulé « Willowmere » (voir la liste des auteurs).